# Chevrolet 1M
Der Chevrolet 1M war ein Personenkraftwagen. Er wurde gebaut
- 1972 als Impala und Kingswood,
- 1975 als Monza S,
- 1998–2001 als Metro und
- 2003–2008 als Aveo.